# Roelof Wunderink
Roelof Wunderink, född 12 december 1948 i Eindhoven, är en nederländsk racerförare.

## Racingkarriär
Wunderink tävlade i formel 3 i början av 1970-talet. Han fick köra några lopp i formel 1 för Ensign-Ford, som sponsrades av det nederländska företaget HB Bewaking säsongen 1975. Han kvalade in till tre lopp, vilka han dock var tvungen att bryta.